# Magnus Jacob Crusenstolpe

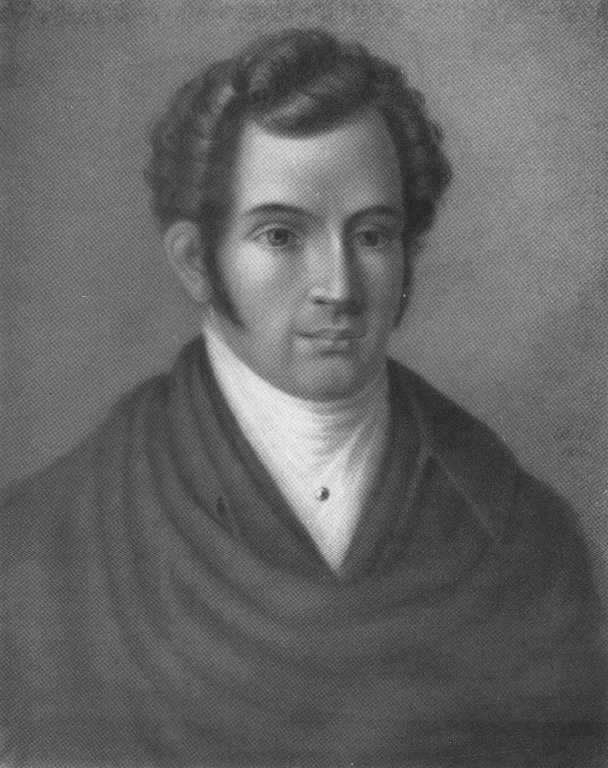
Magnus Jacob Crusenstolpe

Magnus Jacob Crusenstolpe (* 11. März 1795 in Jönköping; † 18. Januar 1865 in Stockholm) war ein schwedischer Adeliger, Publizist und Schriftsteller, vor allem von Werken des historischen Genres.

## Leben
Ursprünglich eine juristische Laufbahn beschreitend, wurde er 1825 bis 1834 als Assessor am Svea hovrätt angestellt. Von 1828 bis 1830 gab er die Zeitung Hjerta („Herz“), eine oppositionelle „Reichstagszeitung“ heraus. 1830 wechselte er die politischen Seiten und begann nun bis 1833 mit der Herausgabe eines regierungstreuen Blattes Fäderneslandet („Vaterland“). Da er sich jedoch von offizieller Seite zu wenig unterstützt fühlte, stellte er auch dieses Blatt wieder ein und ging erneut auf harten Konfrontationskurs zur Regierung. Seine Polemik führte bis zur Kritik am König. Als er militärische Ernennungen an einem Sonntag als Verstoß gegen das Sabbatgebot bezeichnete, nahm man dies zum Anlass, ihn wegen Majestätsbeleidigung zu drei Jahren Festungshaft zu verurteilen. Hierauf kam es in Stockholm zu einigen Tumulten. Crusenstolpe musste die Haft von 1838 bis 1841 auf einer kleinen Insel auf der Festung Vaxholm absitzen. Auch nach seiner Haft hielt er an seiner Opposition gegen König und Regierung fest.
Er galt seinen Zeitgenossen als glänzender Schreiber. Die künstlerische Freiheit, der er sich bediente, schränkt den historischen Wert seiner geschichtlichen Werke ein.

## Werke
- Skildringar ur det inre af dagens historia (Stockholm 1834, 2 Bde.)
- Portefeuille (Stockholm 1837–45, 5 Bde.)
- Morianen (Stockholm 1840–44, 6 Bde.; deutsch, Berlin 1842–44, 6 Bde.)
- Carl Johan och Svenskarne (Stockholm 1845–46, 3 Tle.; deutsch, Berlin 1845–47);
- Huset Tessin under frihetstiden (Stockh. 1847–50, 5 Bde.; deutsch, Berlin 1847–56, 3 Bde.);
- Carl. XIII. (Stockholm 1861, 2 Bde.)
- Europas hof (Stockholm 1853–54)
- Historiska personligheter (Stockholm 1861–63, 2 Bde.)
- Ett sekel och ett år af pólska frågan (Stockholm 1863).
- Russische Hofgeschichten (Werk über Katharina die Große)[1]